# Spilosoma khasiana
Spilosoma khasiana là một loài bướm đêm thuộc phân họ Arctiinae, họ Erebidae.